# Cuisine italo-américaine

Pizza

La cuisine italo-américaine est une évolution de la cuisine italienne à travers le territoire des États-Unis. La cuisine italo-américaine a été façonnée tout au long de l'histoire par les vagues d'immigrants italiens et leurs descendants. Ces derniers sont appelés les Italo-Américains.
Au fur et à mesure que les immigrants des différentes régions d'Italie se sont installés dans les États des États-Unis, beaucoup ont apporté avec eux des traditions culinaires distinctes.

## Influences traditionnelles
La cuisine italo-américaine est principalement basée sur les traditions culinaires des immigrants du sud de l'Italie, bien qu'un nombre important d'immigrants du nord de l'Italie soient également venus aux États-Unis.
La plupart de ces immigrants sont arrivés aux États-Unis à la fin du XIXe siècle et au début du XXe siècle. De nombreux Italiens venant de Naples et de Sicile se sont installés dans les grandes villes américaines comme New York, Philadelphie, Chicago, Saint-Louis, Boston, Los Angeles ou San Francisco.
Les aliments de base de l'Italie du Sud comprennent les pâtes sèches, la sauce tomate et l'huile d'olive, tandis que les aliments de base de l'Italie du Nord comprennent des aliments tels que le risotto, la sauce béchamel ou la polenta.

## Popularité de la cuisine italo-américaine
La cuisine italo-américaine et la cuisine méditerranéenne ont eu une grande influence sur le régime américain. C'est l'une des trois meilleures cuisines des États-Unis, selon la National Restaurant Association.

## Cuisine et vins italo-américains
Il existe une forte association entre la cuisine italo-américaine et l'histoire de la vinification aux États-Unis.
Les vignerons italiens ont été amenés pour la première fois dans l'État de Floride en 1766 par le docteur Andrew Turnbull, un consul britannique à Smyrne (aujourd'hui Izmir, Turquie).
Les caves italo-américaines se révèlent être un puissant atout sur le marché mondial.

## Plats

### Pâtes et céréales
- Chop suey américain - un parent éloigné du ragù bolognaise fait principalement avec de la viande à hamburger
- Ziti au four — pâtes ziti, originaires de Sicile, pâtes en forme de tube similaires aux penne mais beaucoup plus longues, mélangées à une sauce tomate et recouvertes de fromage, puis cuites au four
- Lasagne, notamment à base de ricotta, appelée lasagne alla napoletana en Italie. La ricotta la distingue du style original et plus connu (en dehors des États-Unis) de l'Italie du Nord qui utilise de la sauce béchamel, appelée lasagne alla bolognaise ou simplement lasagne
- Penne alla vodka - la sauce de ce plat de pâtes se compose de tomate, d'oignon, de prosciutto, de crème et de vodka
- Spaghetti et boulettes de viande - un plat basé sur des plats napolitains impliquant des boulettes de viande beaucoup plus petites ainsi que d'autres ingrédients,  emblématiques aux États-Unis[3]. Le plat tel qu'il est servi aux États-Unis est inconnu en Italie. Les boulettes de viande (polpette) ne sont pas servies sur des pâtes en Italie.

### Plats de légumes
- Les aubergines parmigiana ou melanzane alla parmigiana est un plat italien courant. Il comprend généralement des aubergines tranchées, de la sauce marinara et du fromage.
- Pois et œufs ou piselli cacio e uova, à l'origine un repas mangé par les immigrants italiens pauvres, est depuis devenu un repas de carême courant. Il se compose simplement d'œufs et de petits pois, frits dans une poêle avec de l'huile d'olive et un peu d'ail, d'oignon et de poivre.

### Viandes et plats à base d'oeufs
- Frittata - Une omelette ouverte pouvant contenir de la viande, du fromage, des pommes de terre, des pois, des asperges, des poivrons, de la cucuzza (courge), des oignons et d'autres légumes, seul.
- Saucisse et poivrons — Salsiccia, poivrons et oignons cuits ensemble, parfois avec une sauce rouge très légère.
- Porchetta, rôti de porc italien. Traditionnellement un plat de fête, de festivals ou de foires. Cependant, il est couramment consommé sous forme de sandwich, généralement avec du brocoli-rave.
- Poulet (ou veau) au parmesan — poulet pané frit ou escalopes de veau nappées de sauce et de fromage, servies avec des pâtes.
- Poulet marsala — escalopes de poulet, champignons et vin de Marsala.

### Sauces
- Sauce Alfredo — dérivée des Fettuccine Alfredo rendues populaires par le restaurateur romain Alfredo di Lelio [4] en 1914.
- Sauce marinara - une sauce tomate à cuisson rapide, parfois épicée, sans viande, servie sur des pâtes. Salsa al pomodoro est le nom italien habituel.
- Sauce bolognaise — une sauce à base de viande originaire de Bologne, en Italie.
- Sauce du dimanche - une sauce tomate infusée de viande couramment préparée le dimanche et lors d'occasions spéciales ; dérivé du ragù napoletano italien. Dans certaines régions, notamment à Boston, au New Jersey et à Philadelphie, elle est parfois appelée « sauce ».

### Plats à base de fruits de mer
- Homard Fra Diavolo - un plat de pâtes à base de homard, parfois d'autres fruits de mer.
- Baccalà — morue salée, traditionnellement servi pendant le Carême ou pour le réveillon de Noël.

### Soupes et ragoûts
- Cioppino - un ragoût de poisson caractéristique de la cuisine italo-américaine de la côte ouest, en particulier de San Francisco.
- Soupe de mariage - une soupe avec des boulettes de viande ou des saucisses et des pâtes dans un bouillon de poulet.
- Pasta e fagioli - des pâtes aux haricots, souvent des haricots cannellini, qui ont la consistance d'un ragoût.

### Pains, sandwichs et pâtisseries salées
- Calzone et stromboli – alors que le calzone italien en forme de demi-lune est bien connu aux États-Unis, le stromboli en forme de tube très similaire ainsi que les grands calzones en forme de pain servis en tranches sont également assez courants.
- Pain italien -Peut-être un peu plus proche du pain français dans sa composition et son apparence, le "pain italien" américain est un pain blanc maigre, souvent tressé et recouvert de graines de sésame, avec une croûte fine mais généralement croustillante et une mie molle.
- Pizza - la forme la plus courante de pizza américaine est basée sur (et appelée) le style napolitain, dont la version la plus ancienne et essentiellement standard est communément appelée style new-yorkais . Une version de la pizza sicilienne est également populaire en Amérique. Des formes encore plus américanisées telles que la pizza grecque, l'apizza et celle de Chicago sont devenues courantes.
- Sandwich sous-marin
- Muffuletta - un grand sandwich avec de la charcuterie et de la salade d'olives, fait sur un pain rond; originaire de la Nouvelle-Orléans.
- Sandwich au bœuf italien —un type de sandwich au rosbif originaire de Chicago.
- sandwich italien
- Sandwich aux boulettes de viande
- Pizzagaina, pizza ghen ou pizza rustica — Tarte de Pâques, faite avec divers fromages, œufs et viandes salées. Comparez la torta pasqualina, de Ligurie, ou la version italo-argentine, la torta pascualina[5] . La pizzagaina peut également être appelée pâte ou pastiere, bien qu'il s'agisse plus d'une quiche que d'une tarte contrairement à la pizzagaina. [6]

### Sucrés
- Tiramisu
- Cannoli - une garniture à la ricotta sucrée dans une coquille de pâte frite.
- Struffoli (ou Struf')— Gâteau de Noël typique de Naples.
- Biscotti d'annodare — biscuits.
- Sfogliatelle - une sorte de chausson à la crème à base de pâte feuilletée (millefoglie) ; une pâte similaire, plus grande et fourrée d'une sorte de crème pâtissière, est parfois appelée « queue de homard ».
- Biscotti
- Pizzelle - gaufres.